# Karagity Mihály
Karagity Mihály (horvátul: Mijo Karagić) (Gara, 1945. május 14.) magyarországi horvát irodalmár, politikus. A Horvát Országos Önkormányzat korábbi elnöke. A Horvát Irodalmárok Társaságának tagja.

## Életrajza
Garán járt általános iskolába, majd hivatásos katonaságra készülve végezte el a középiskolát, majd a pécsi tanárképző iskolába iratkozott be. Itt horvát tanárnak tanult. Az Alpokalján lett tanár, majd nem sokkal ezután beiratkozott jugoszlavisztikára. 1977-ben végzett, majd 1984-ben doktori fokozatot nyert.

## Művei
- Prilozi kulturnoj i književnoj povijesti Srba i Hrvata u Mađarskoj, 1982.
- Na našoj gori : pjesme, 1986. (Mate Šinković i Endre Lukoviczky társszerzőkkel)
- Slobodni putevi : pripovijesti, 1987.
- O razvoju pismenosti Gradišćanskih Hrvata, 1990.
- Poemaro de Kroatoj en Hungario, 1992. (Đuro Vidmarović és Marija Belošević társszerzőkkel)
- Obračun, 1996.
- Slavuj na dlanu, 2002.